# Nationalpark Haparanda Skärgård
Haparanda Skärgård ist ein schwedischer Nationalpark im Schärengebiet südlich von Haparanda am nördlichen Ende des Bottnischen Meerbusens. Kennzeichnend sind die weitgestreckten Sandstrände mit einer exotischen Dünenlandschaft sowie artenreiche Pflanzen- und Vogelvorkommen.
Die Natur des Nationalparks ist durch ein wechselvolles Zusammenspiel aus Wind, Wellen und Landhebung entstanden. Die größte Insel im Park heißt Sandskär und ist etwa 400 ha groß. Mit 8,5 mm pro Jahr ist die Landhebung auch heute noch extrem stark. 